# Бругер, Агнешка
Агнешка Бругер (нем. Agnieszka Brugger; в девичестве Малчак (пол. Agnieszka Malczak), род. 8 февраля 1985, Легница, Польская Народная Республика) – немецкий политик партии Союз 90 / Зелёные. Депутат Бундестага 17, 18, 19 созывов.

## Личная жизнь и образование
Её родители переехали из Легницы в Дортмунд в 1989 году. В Дортмунде Малчак окончила Малинкрадскую гимназию-частную среднюю школу, которой заведует римско-католическая архиепархия Падерборна. Изучала политологию в Тюбингенском университете. Вышла замуж 3 декабря 2011 года и сменила фамилию на Бругер.

## Политическая карьера
С 2005 по 2007 год Бругер была членом Общего студенческого комитета Тюбингенского университета. С 2007 па 2009 год руководила «Grüne Jugend», молодёжной организацией Союза 90 / Зелёных, в Баден-Вюртемберге.
Бругер была избрана депутатом Бундестага на выборах 2009 года. С того времени занимает должность пресс-секретаря своей парламентской группы в Комитете обороны и Подкомитете по разоружению, контролю за вооружениями и нераспространению оружия. 
В качестве члена Комитета по обороне Бургер много путешествовала, чтобы посетить войска Бундесвера в их миссиях за рубежом, в том числе в рамках Многосторонней интегрированной миссии ООН по стабилизации в Мали (2015 год) и Немецкой интервенции против Исламского государства на авиабаза Инджирлик (2016 год).
В результате безуспешных переговоров о создании коалиционного правительства как с христианскими демократами (Христианско-демократическим союзом и Христианско-социальным союзом), так и со Свободной демократической партией по итогам парламентских выборов 2017 года Бургер входила во фракцию Союза 90 / Зелёных из 14 человек. В начале 2018 года она стала частью руководства своей парламентской группы вокруг сопредседателей Катрин Гёринг-Эккардт и Антона Хофрайтера. В этом качестве она курирует инициативы группы по иностранным делам, обороне и политике развития.

## Другие виды деятельности
- Член консультативного совета Федеральной академии политики безопасности[нем.] с 2015 года[6]
- Член консультативного совета Фонда Генриха Бёлля
- Член Комиссии по европейской безопасности и реформе Бундесвера Института мирных исследований и политики безопасности при Гамбургском университете
- Член-основатель Института модернизма солидарности[нем.] с 2010 года[7]

## Политические позиции
В прошлом Бругер голосовала за участие Германии в Миротворческих силах ООН, а также миротворческих и военных миссиях Европейского союза, закреплённых Организацией Объединённых Наций на африканском континенте, например в Мали (EUTM Mali) (2013, 2014, 2015, 2016 и 2017 годы) и Многосторонняя интегрированная миссия ООН по стабилизации в Мали (2013, 2014, 2015, 2016, 2017 и 2018 годы), ЦАР (2014) і Либерии (2015).
По Ливии, Судану, Южному Судану и Сомали Бругер имеет смешанную историю голосования. Она выступала против участия Германия в операции «София», воздержалась от голосования насчёт миссий в Дарфуре (Судан) (2017), Южном Судане (2017) после того, как ранее голосовала за обе миссии (2010, 2011, 2012, 2013, 2014 и 2015 годы). С 2009 года регулярно воздерживалась от голосования насчёт продолжения мандата миссии операции «Аталанта». Она также голосовала против участия Германии в учебной миссии Европейского союза в Сомали (2016 и 2017) или воздержалась (2015).
23 ноября 2020 года взяла шефство над Марфой Рабковой, активисткой правозащитного центра «Весна» и белорусской политической заключённой.